# Mátraszentimre
Mátraszentimre est une commune du comitat de Heves en Hongrie, comprenant les villages et hameaux de Mátraszentimre, Mátraszentistván, Mátraszentlászló, Bagolyirtás, Fallóskút et Galyatető.

## Station de ski
La pratique du ski à cet endroit remonte à plusieurs décennies, mais il a fallu attendre le début des années 2000 pour qu'une station de ski petite mais moderne soit aménagée sur les pentes faisant face au hameau de Mátraszentlászló. Elle comporte 4 kilomètres de pistes, desservies par un télésiège, 7 téléskis et 2 tapis roulants. C'est une des stations de ski les plus populaires du pays.